# 歐洲軍團
歐洲軍團是歐洲的一個跨國軍事組織，其共有約一千名士兵，駐扎于法國斯特拉斯堡。該組織在1992年5月建設總部，1995年開始正式運作。1987年成立的法德混合旅是其關鍵組成部分。
歐洲軍團不從屬於任何其他軍事組織， 成員國組成的大會及一些官員決定它的部署。

## 成員

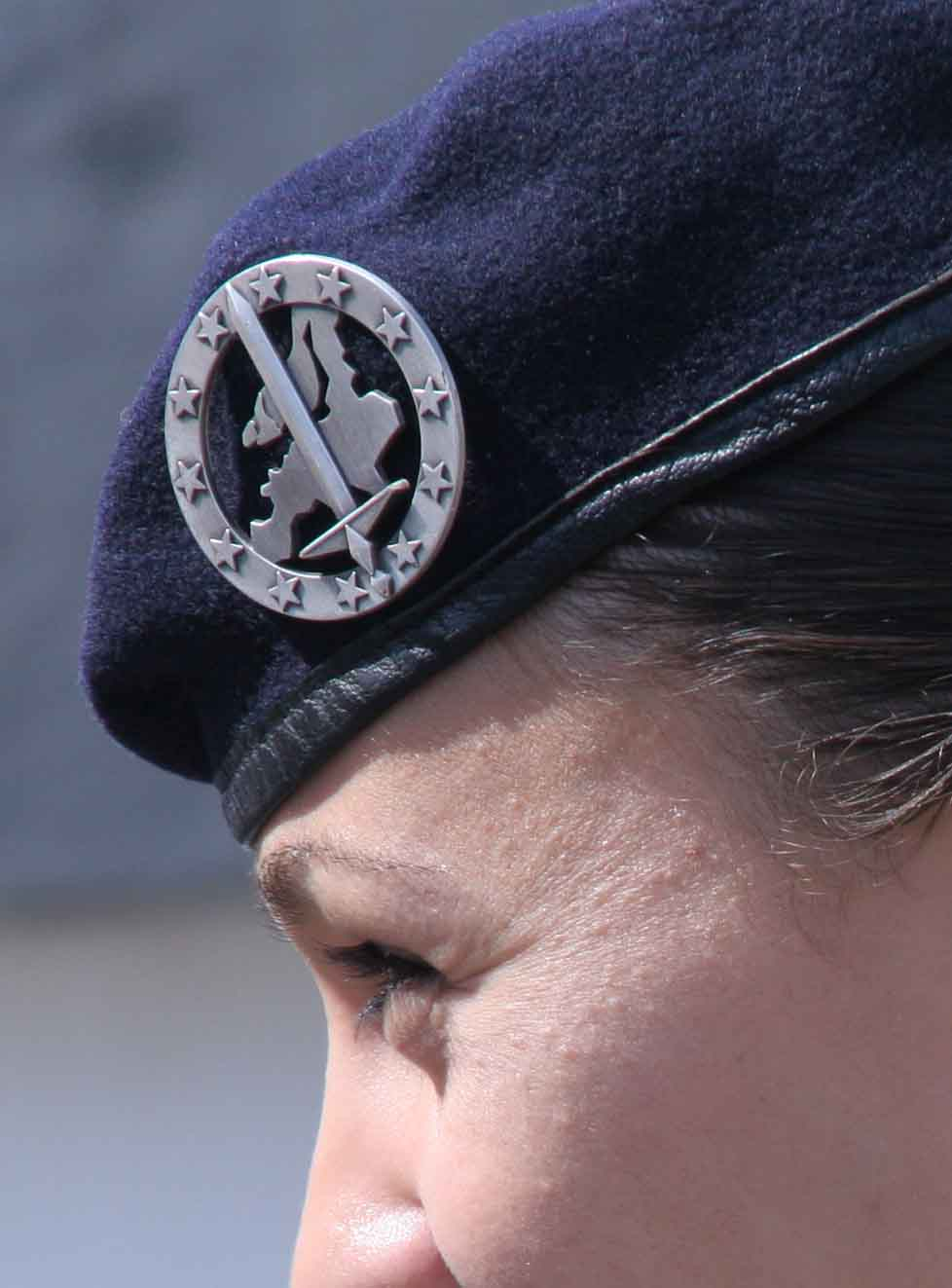
帽徽

該組織的成員國共有五個。 此外還有五個國家與其有關聯， 其中波蘭在2010年被接納為成員國，但該決議在2016年1月1日才會生效，後來生效時間又推遲到2017年1月。2015年波蘭大選，政府更迭後申請撤回，仍為關聯國。2003年2月25日奧地利曾和法國簽署為該組織提供軍人的協議， 但奧地利在2011年退出。此前2005年芬蘭也退出了這個組織。  荷蘭和英國不是成員國，但二國均在歐洲軍團總部有聯絡官。
成員國
- 比利时：1993
- 法國：1992
- 德国：1992
- 盧森堡：1996
- 西班牙：1994

關聯國
- 希腊：2002
- 義大利：2009
- 土耳其：2002
- 波蘭：2002

- 羅馬尼亞：2016年4月[9]

已退出的關聯國
- 奥地利：2002-11
- 加拿大：2003-07
- 芬兰：2002-06

## 外部連結
- Official website （页面存档备份，存于）
- A proposed evolution in the Eurocorps and ESDI in NATO (French language)
- A proposed evolution in the Eurocorps and ESDI in NATO